# Maroc (Epcot)
Le pavillon du Maroc fait partie du World Showcase dans le parc à thème Epcot de Walt Disney World Resort situé à Orlando dans l'État de Floride aux États-Unis.
Le pavillon du Maroc est principalement une réplique de la médina de Marrakech avec un minaret mais comprend aussi des évocations de Casablanca, Rabat et Fès. En dehors d'un grand réalisme dû au souci de détail de Disney, le pavillon comporte peu d'éléments à part des boutiques et des restaurants. Disney avait fait venir des artistes marocains pour réaliser les décors du pavillon, envoyé par le roi Hassan II. Le pavillon a ouvert le 7 septembre 1984.

## Le pavillon
Le pavillon s'articule autour d'une place avec un minaret et une réplique de la fontaine Nejjarine située au bord du lagon puis d'une étroite rue appelé Médina menant du lagon jusqu'au Restaurant Marrakesh situé à l'arrière du pavillon. Une réplique de la porte Bab Boujloud de Fès sépare la place du minaret de la Medina et le long de la rue sont disposées plusieurs petites échoppes. Les minarets reprennent l'architecture de celui de Chella à Rabat et de la mosquée Koutoubia à Marrakech.
Il propose des expositions et des visites éducatives sur la place de la médina 
- The Treasures of Morocco est une visite guidée de 45 min du pavillon comprenant des explications historiques sur les deux expositions (ci-après).
- Gallery of Arts and History est une exposition d'art marocain. Elle occupe la partie gauche de la place du minaret et communique avec la Fez House
- Fez House est une reproduction de maison traditionnelle située à gauche juste derrière la porte Bab-Boujeloud.

Les restaurants :
- Restaurant Marrakesh est un important restaurant traditionnel dans une grande salle sortie d'un palais marocain.
- Tangierine Cafe est un café situé en bordure du lagon.

Les boutiques :
- Berber Oasis - objets en cuivre, paniers, bijoux et cuir.
- The Brass Bazaar - vaisselles artisanales en cuivre.
- Casablanca Carpets - textiles et tapis orientaux faits à la main.
- Marketplace in The Medina - paniers  et objets traditionnels pour l'aménagement de la maison.
- Medina Arts - objets en bois et instruments de musique
- Tangier Traders - Vêtements

## Galerie

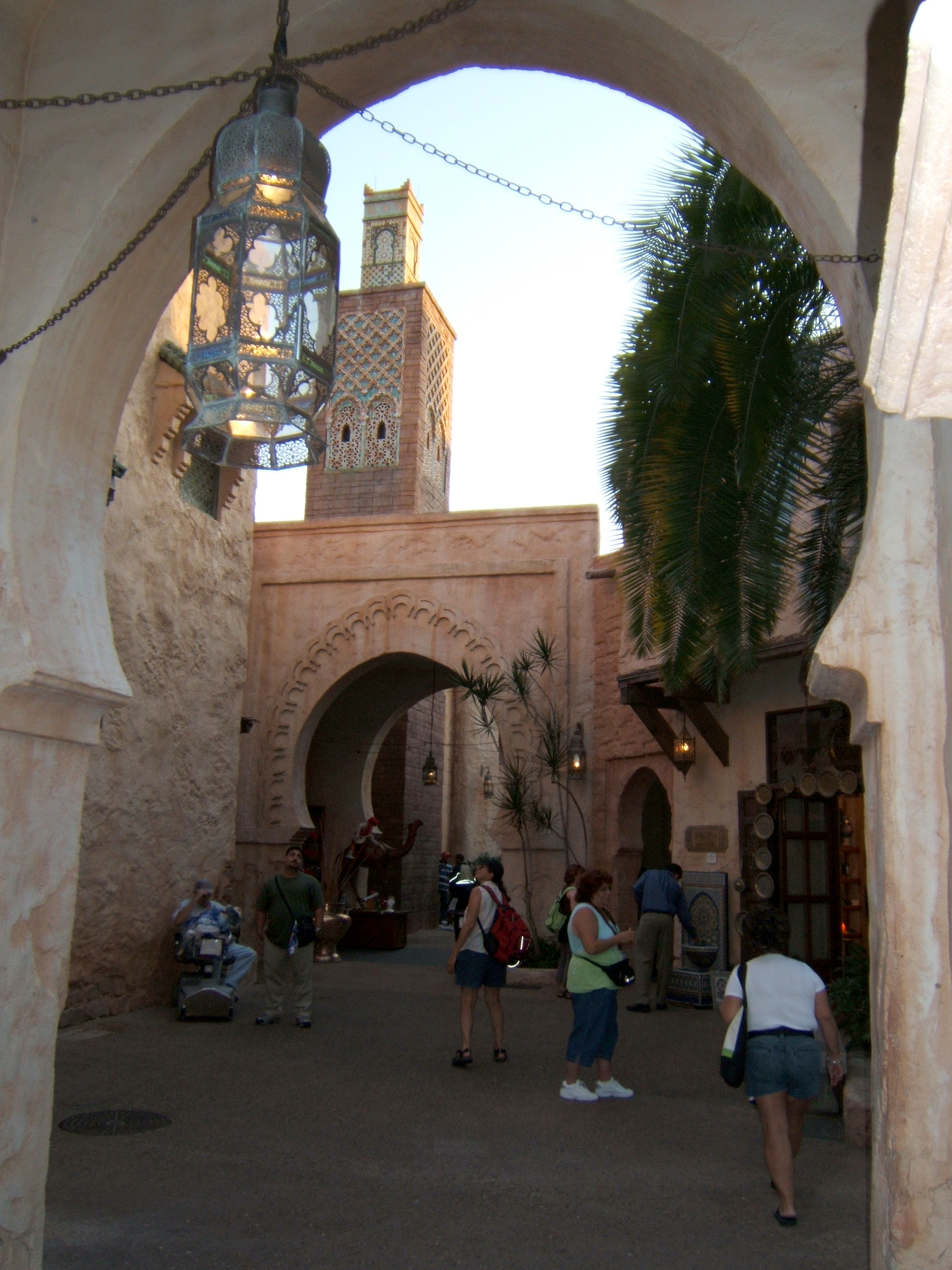
Entrée du pavillon marocain.
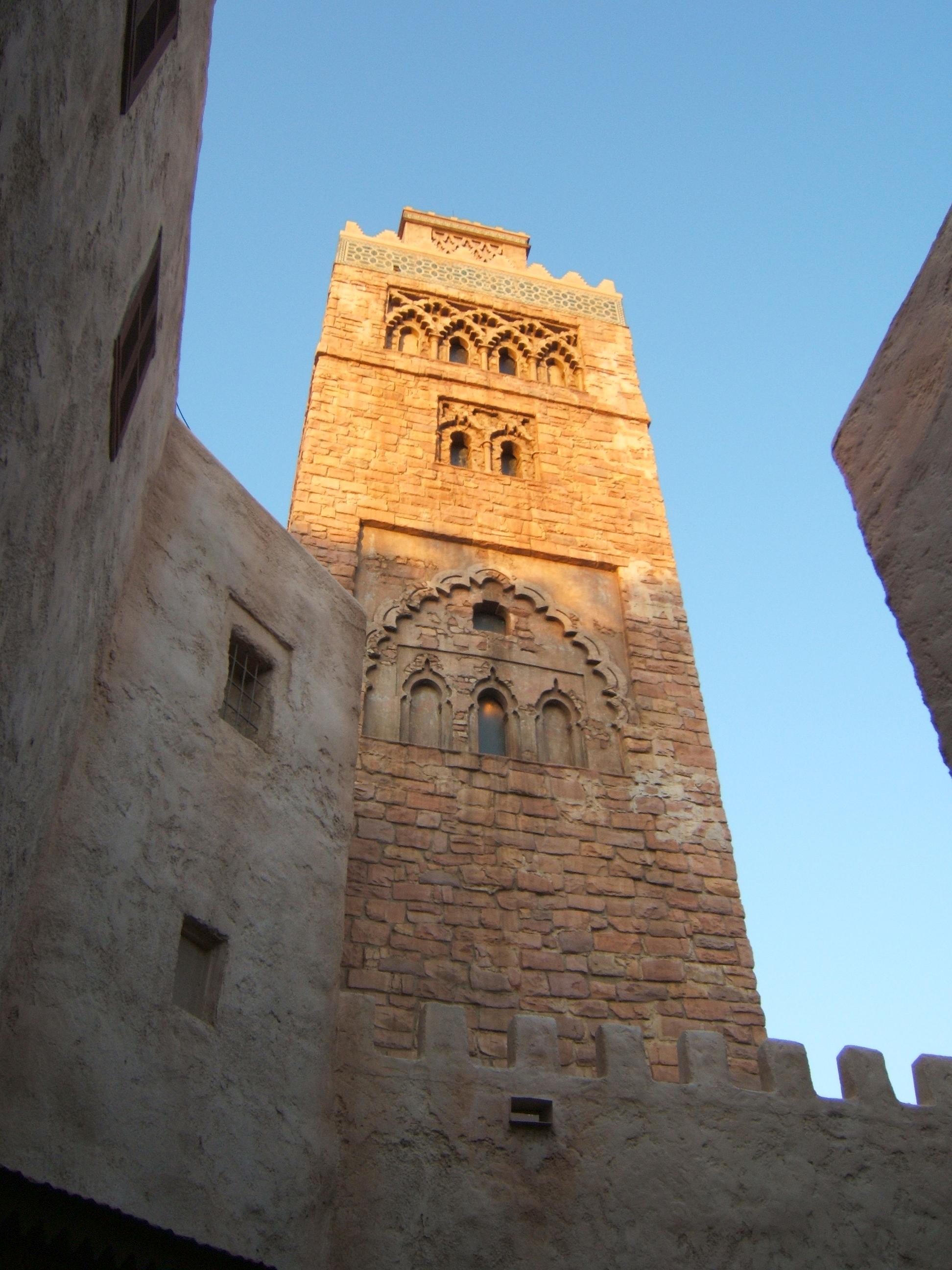
Pavillon marocain.
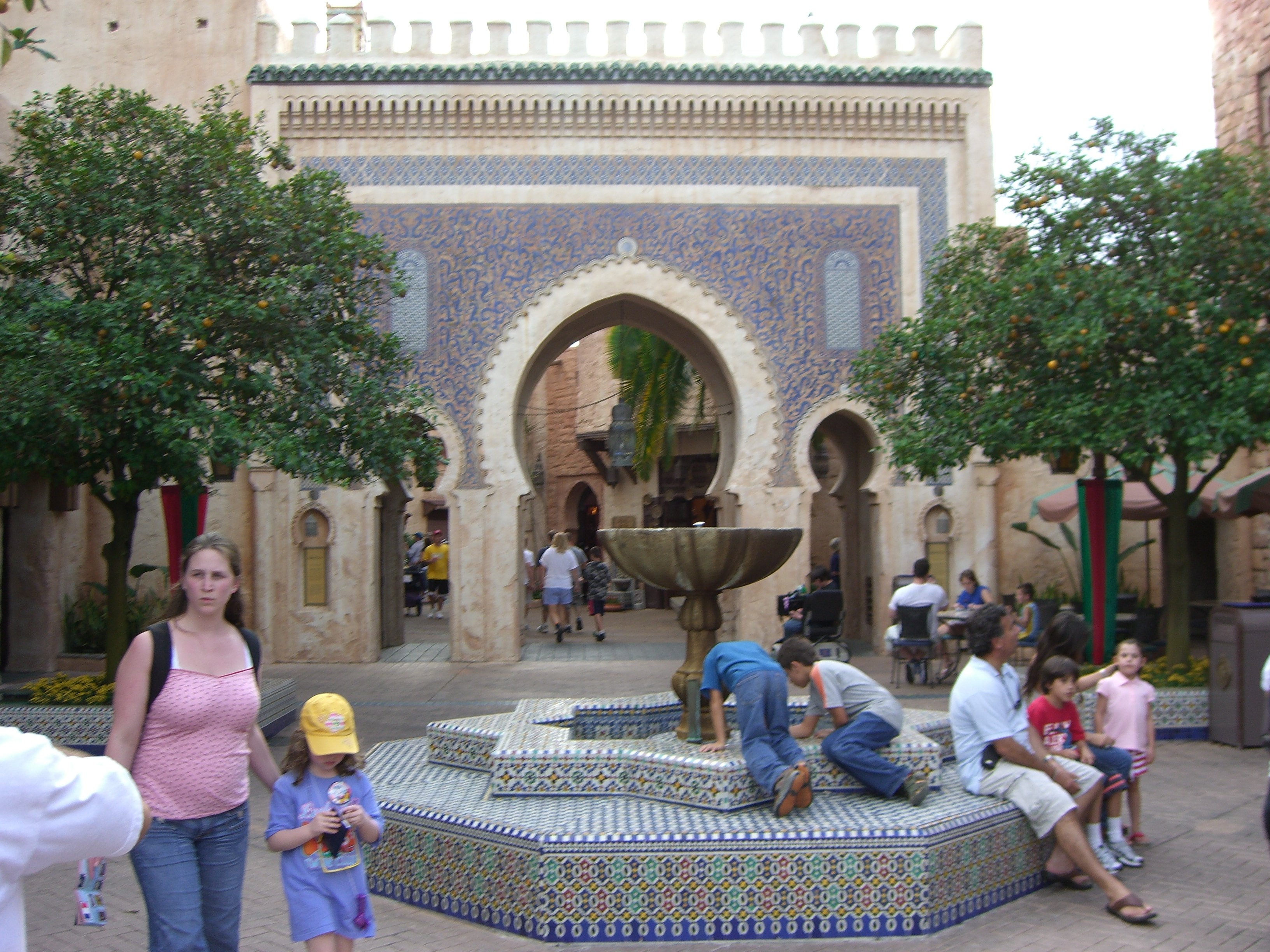
Fontaine de l'entrée.
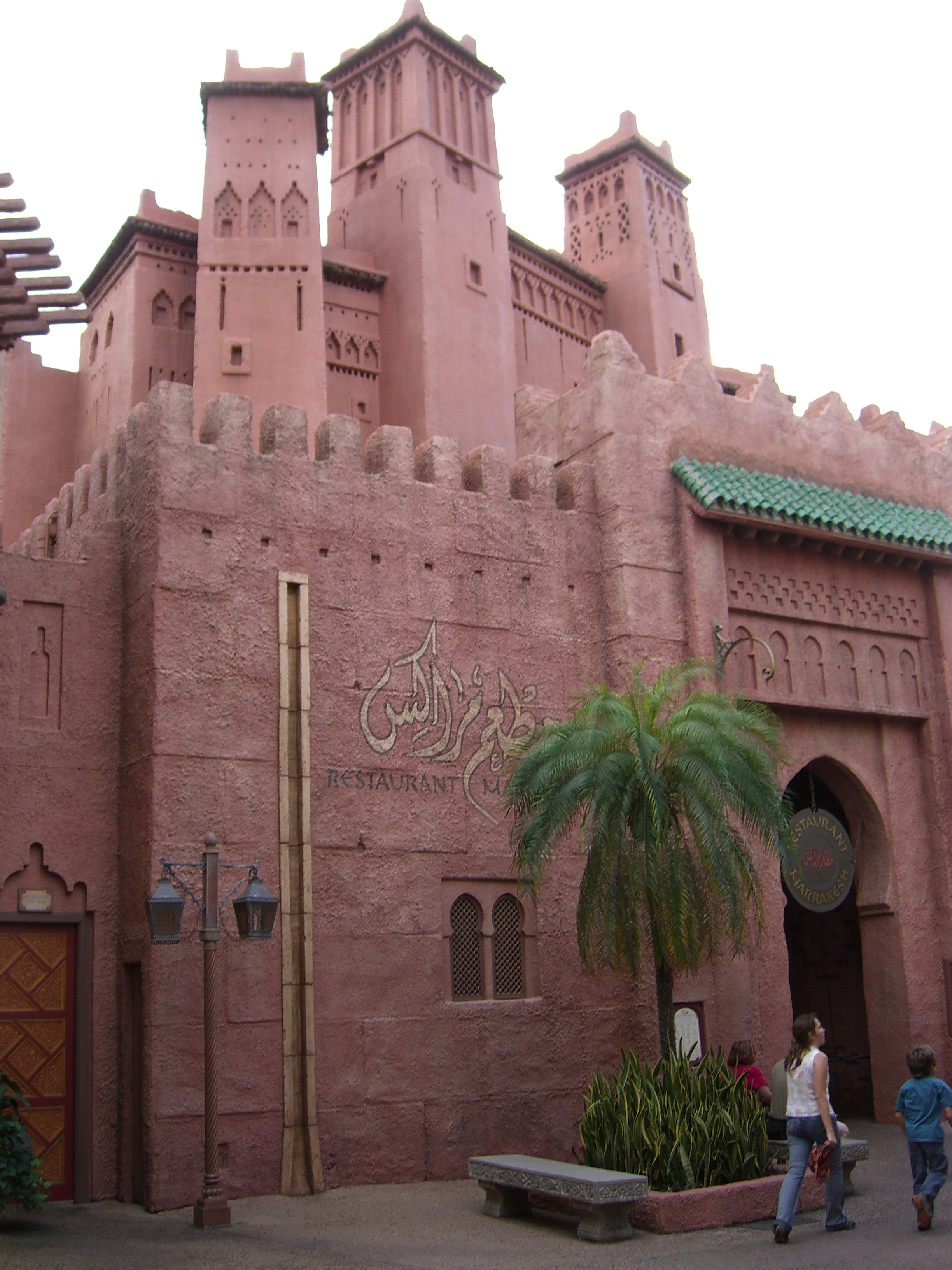
Le Restaurant Marrakesh.